# Bonjour et adieu
Pour plus de détails, voir Fiche technique et Distribution.
Bonjour et adieu (Здравствуй и прощай, Zdravstvouï i prochtchaï) est un film soviétique réalisé par Vitali Melnikov, sorti en 1972,.

## Fiche technique
- Titre français : Bonjour et adieu[3]
- Titre original : Здравствуй и прощай, Zdravstvouï i prochtchaï
- Photographie : Youri Veksler
- Musique : Vladlen Tchistiakov
- Décors : Bella Manevitch-Kaplan, Natacha Landaou, Rimma Narinian
- Montage : Zinaida Cheïneman